# Volcano (альбом Satyricon)
Volcano — пятый студийный альбом норвежской блэк-металической группы Satyricon, вышедший в 2002 году, и первый, изданный на крупном лейбле (Capitol Records).

## Об альбоме
Критики часто определяют жанр Volcano (и следующего альбома Now, Diabolical) как блэк-н-ролл (black’n’roll), так как музыка на обоих альбомах представляет собой смесь блэк-метала и почти танцевальных ритмов. Альбом стал одним из самых продаваемых блэковых альбомов в истории (он дебютировал на четвёртой позиции в норвежских чартах, а всего только в Норвегии было продано более 20 000 копий), песни с него попали в ротацию мейнстримовых радиостанций. На песню «Fuel for Hatred» шведский режиссёр Йонас Окерлунд снял видеоклип.

## Награды
Volcano получил премию Spellemannsprisen (норвежский аналог Грэмми) в номинации «Лучший металический альбом года», немецкую премию Alarm Award в той же номинации и премию The Oslo Award как лучший альбом года. Песня «Fuel for Hatred» была признана песней года на Alarm Award.

## Список композиций
| №                   | Название                                  | Длительность |
| ------------------- | ----------------------------------------- | ------------ |
| 1.                  | «With Ravenous Hunger»                    | 6:40         |
| 2.                  | «Angstridden»                             | 6:23         |
| 3.                  | «Fuel for Hatred»                         | 5:08         |
| 4.                  | «Suffering the Tyrants»                   | 5:08         |
| 5.                  | «Possessed»                               | 5:21         |
| 6.                  | «Repined Bastard Nation»                  | 5:44         |
| 7.                  | «Mental Mercury»                          | 6:53         |
| 8.                  | «Black Lava»                              | 14:29        |
| 9.                  | «Existential Fear-questions» (бонус-трек) | 5:34         |
| 10.                 | «Live Through Me» (бонус-трек)            | 4:47         |
| Общая длительность: | Общая длительность:                       | 54:30        |

## Участники записи
- Сатир — гитара, бас-гитара, вокал
- Фрост — ударные
- Аня Гарбарек — вокал
- Эрик Юнгрен — синтезаторы